# It Makes Me Glad
It Makes Me Glad je třetí studiové album americké rockové hudební skupiny Glass Harp. Vydala jej v roce 1972 společnost Decca Records a jeho producentem byl Lewis Merenstein, jenž se skupinou spolupracoval i na jejích dvou předchozích nahrávkách. Deska byla nahrána v newyorském studiu Electric Lady Studios. Jde o poslední album kapely až do roku 2003, kdy vyšla deska Hourglass. V roce 2005 byla vydána digitálně remasterovaná verze desky, jež byla doplněna o jednu bonusovou píseň.

## Seznam skladeb
1. „See Saw“ (Daniel Pecchio) – 2:12
2. „Sailing on a River“ (John Sferra) – 3:38
3. „La De Da“ (Daniel Pecchio) – 5:45
4. „Colt“ (John Sferra) – 3:23
5. „Sea and You“ (John Sferra) – 4:15
6. „David and Goliath“ (Phil Keaggy) – 2:50
7. „I'm Going Home“ (Phil Keaggy) – 2:50
8. „Do Lord“ (Phil Keaggy, John Sferra, Daniel Pecchio) – 4:22
9. „Song In the Air“ (Phil Keaggy) – 2:35
10. „Let's Live Together“ (Phil Keaggy, John Sferra, Daniel Pecchio) – 3:50
11. „Little Doggie“ (Phil Keaggy, Daniel Pecchio) (bonus na reedici z roku 2005)

## Obsazení
- Phil Keaggy – kytara, zpěv
- Daniel Pecchio – klavír, baskytara, flétna, zpěv
- John Sferra – bicí, kytara, zpěv